# Pla de Beret
El Pla de Beret és un gran pla situat a 1.860 metres d'altitud prop al poble de Salardú, al municipi de Naut Aran, i és la capçalera de la Noguera Pallaresa. La plana té uns 4 km de longitud, de la Pèira deth Uelh de Garona fins a la cabana dels Gavatxos, i és cobert de prats naturals, els més extensos d'Aran.
Els prats s'eleven en molts indrets fins als cims de les muntanyes que formen, a l'est, el massís de Beret. A l'estiu hi van a pasturar uns 40.000 caps de bestiar, propi i foraster, en gran part boví i cavallí. També hi ha el refugi forestal de Peira-roja, la font de la Noguereta, el naixement de la Noguera Pallaresa i l'ull de la Garona, naixement d'una de les branques que formen la Garona.

## Esquí
El Pla de Beret, forma part de l'estació d'esquí alpí Vaquèira-Beret i al pla hi ha un circuit d'esquí de fons d'uns 7 km de longitud, on cada any s'hi organitza una marxa popular que porta el nom del pla. La marxa és una de les més populars d'esquí de fons de Catalunya